# Mare maestru la șah
Mare maestru la șah (prescurtat GM, conform Grand Master, odinioară IGM, conform International Grand Master) este cel mai înalt titlu acordat de FIDE unui șahist. Primul titlu a fost acordat în anul 1950, fiind acordat pe viață.  Excepții se pot face în cazul sesizării ulterioare a unei greșeli, doar în acest caz titlul se poate retrage.

## Acordarea titlului
Până în prezent titlul de Mare maestru a fost acordat următorilor șahiști.
- Ossip Bernstein, Isaak Boleslawski, Igor Bondarewski, Michail Botwinnik, David Bronstein, Oldřich Duras, Max Euwe, Reuben Fine, Salo Flohr, Ernst Grünfeld, Paul Keres, Boris Kostić, Alexander Kotow, Grigori Löwenfisch, Andor Lilienthal, Géza Maróczy, Jacques Mieses, Miguel Najdorf, Wjatscheslaw Ragosin, Samuel Reshevsky, Akiba Rubinstein, Friedrich Sämisch, Wassili Smyslow, Gideon Ståhlberg, László Szabó, Savielly Tartakower și Milan Vidmar.
- Între anii 1972 - 2008, a crescut numărul șahiștilor care au primit acest titlu, de acea celor care au depășit numărul 2700 de puncte, sunt denumiți "Super Mare maestru la șah".

Recordul ca cel mai tânăr șahist care a primit acest titlu a fost mai mulți ani la rând Bobby Fischer, care avea doar 15 ani când a primit titlul de Mare maestru. El a fost înlocuit în 1991 de șahista Judit Polgár, care la rândul ei a fost înlocuită de Serhij Karjakin care obține titlul la vârsta de 12 ani.